# Pancarás
Pankará é um povo indígena que vive nas serras do Arapuá e da Cacaria, município pernambucano de Carnaubeira da Penha. São cerca de 2500 pessoas.
No tempo dos nossos antepassados chamavam Pakará e não Pankará, porque quando os Encantos de Luz chegavam, eles davam viva aos Pakará. Isso é porque os índios plantavam muito fumo e quando era no Toré o fumo tinha o nome de Paká, e trazia na sacola chamada Ará pra gente fumar no quaqui. (Ciço Domingos, Pankará)
Assim como os demais povos indígenas na região, à exceção dos Fulni-ô, os Pankará são falantes do Português. Contudo, no seu universo linguístico apresentam uma série de discursos, palavras e metáforas, que constituem o universo semântico do português falado na Serra do Arapuá. No geral não difere do discurso étnico encontrado entre os demais povos indígenas no Nordeste.
Atualmente, há índios pankarás cursando Medicina, Odontologia, Farmácia, Enfermagem em diversas universidades do país, através das cotas indígenas.

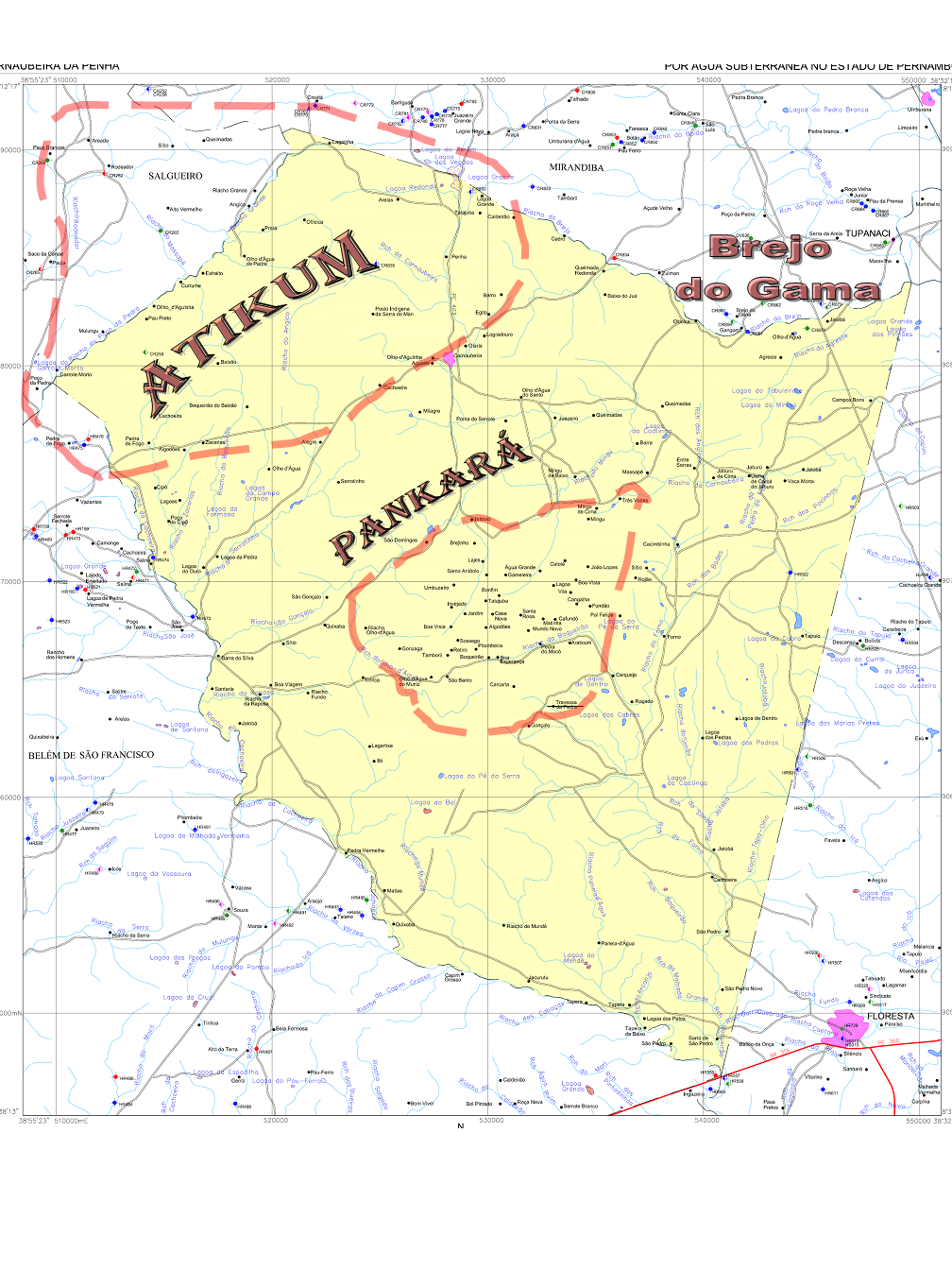
Mapa Ilustrativo das áreas habitadas por indígenas no município de Carnaubeira da Penha e adjacências